# Щукин, Николай Николаевич
Никола́й Никола́евич Щу́кин (псевдоним: Ника Стефан; 15 июня 1924, Армавир — 25 июля 1999, Москва) — советский эстрадный артист (баритон), солист оркестра под управлением Иосифа Стельмана, эстрадного оркестра под управлением В. Людвиковского, Укрконцерта, Москонцерта и др. Участник Великой Отечественной войны, кавалер двух орденов Славы. Заслуженный артист РСФСР (1984).

## Биография и творчество

### Начало и расцвет карьеры
Родился в Армавире в 1924 году. До пятнадцати лет воспитывался в детском доме. В 1939 году был принят в кавалерийский полк, где обучился игре на трубе. В 1941 году семнадцатилетним юношей ушёл на фронт, воевал на передовой, служил в разведке. В 1944 году был тяжело ранен, потерял ногу. К концу войны был в звании старшины. Награждён двумя орденами Славы.
После войны поступил на вокальное отделение Московской государственной консерватории, но вскоре понял, что карьера оперного певца не его предназначение. Оставив консерваторию, ушёл в эстраду. Работал в областных филармониях, выступал на летних парковых эстрадах, пел в кинотеатрах и ресторанах.
В 1946 году стал солистом Ростовского молодёжного оркестра под управлением трубача-дирижёра Иосифа Стельмана, который придумал молодому артисту псевдоним Ника Стефан и способствовал созданию его сценического образа «заморского денди», определённого популярностью в СССР в 1940—1950-х годах европеизированных латиноамериканских мелодий и ритмов. Образ «певца Гавайских островов Ники Стефана» включал лёгкий иностранный акцент, «голливудскую улыбку», модную укладку с бриолином, элегантный кремовый в полоску костюм или смокинг. Щукин исполнял танго, босса-новы и блюзы на иностранных языках, эстрадные советские и зарубежные шлягеры. «Прозападный» образ поддерживался артистом и в быту. К середине 1950-х годов Щукин пользовался широким успехом. Согласно оценкам современников, певца отличал «удивительный тембр» голоса, «он исполнял шлягеры так, как никто в мире их не пел».
В 1957—1958 годах выступал и записывался на пластинки с Государственным эстрадным оркестром РСФСР, который в период болезни своего создателя и художественного руководителя Л. Утёсова работал под управлением главного дирижёра В. Людвиковского инкогнито (под обезличенным названием «Эстрадный оркестр») в первом открывшемся после войны варьете в гостинице «Советская». Стал первым в СССР исполнителем танго А.-Д. Домингеса в переводе Г. Регистана «Вернись!» («Вечер… Шумит у ног морской прибой. / Грустно поют о прошлом волны…»). Композитор А. А. Бабаджанян подарил артисту свою песню «Жду тебя» на слова А. Павлова.
В 1959 году артист переехал в Киев, работал в Укрконцерте, в Киевской филармонии. Здесь он впервые исполнил песню А. Горчинского на слова Л. Татаренко «Чужая милая» («Здравствуй, чужая милая, / Та, что была моей…»), ставших широко популярными. По свидетельствам современников, зрители требовали исполнения «Чужой милой» «на бис» по 4 раза, шлягер «распевали буквально все». Танго «Вернись!» дало название выпущенной фирмой «Мелодия» в 1987 году грампластинке, объединившей популярные песни 1950-х годов. По свидетельству И. Кобзона, попасть на концерты Щукина в Киеве было нелегко: «конная милиция, толпы поклонниц, горы цветов и ни одного лишнего билетика». Репертуар и манеру исполнения Щукина выделял И. О. Дунаевский.

### Зрелость и поздние годы
В 1969 году Н. Щукин переехал в Москву, стал солистом Москонцерта. Выступал с оркестром Гостелерадио под управлением саксофониста Г. Гараняна, ансамблем «Кругозор» под управлением В. Купревича и другими коллективами. Репертуар певца включал лирические песни о любви («А ты одна» А. Двоскина на слова В. Петрова, «Аллея любви» А. Бабаджаняна на слова Б. Брянского, «Без меня» А. Флярковского на слова И. Кажешевой, «Встреча» А. Бабаджаняна на слова Р. Рождественского, «Опоздала любовь» А. Основикова на слова Ф. Лаубе, «Прости» А. Бабаджаняна на слова Г. Регистана, «Старые песни» А. Эшпая на слова Е. Долматовского и др.). Щукин гастролировал за рубежом, осуществлял записи на грампластинки.
С 1970 года по предложению Б. С. Брунова Щукин обратился к песням военных лет, сюжеты которых были близки его биографии («Тёмная ночь» Н. Богословского на слова В. Агатова, «Землянка» К. Листова на слова А. Суркова и др.). Сценический образ артиста изменился в соответствии с репертуаром — Щукин стал выступать в строгом гражданском костюме. Участвовал в телепередачах, посвящённых Великой Отечественной войне. Записал несколько сольных и коллективных дисков на фирме «Мелодия».
В 1984 году Николай Щукин был удостоен звания заслуженного артиста РСФСР.
Умер в Москве в 1999 году. Похоронен на Востряковском кладбище.

## Награды и почётные звания
- 1941—1945 — 2 Ордена Славы[1].
- 1967 — Медаль «За трудовую доблесть» (27 октября 1967 года) — за заслуги в развитии советского искусства, активное участие в коммунистическом воспитании трудящихся и многолетнюю плодотворную работу в учреждениях культуры[9].
- 1984 — Заслуженный артист РСФСР (3 апреля 1984 года) — за заслуги в области советского музыкального искусства[10][3][1].
- 1985 — Орден Отечественной войны I степени.
- 1994 — Орден Дружбы народов (11 апреля 1994 года) — за активное участие в борьбе за мир, упрочение дружбы и сотрудничества между народами России и других стран[11].
- 1999 — Орден Почёта (30 июля 1999 года) — за заслуги перед государством, большой вклад в укрепление дружбы и сотрудничества между народами, многолетнюю плодотворную деятельность в области культуры и искусства[12].

## Дискография
- А ты одна (А. Двоскин — В. Петров; Л. Мерабов). Д 034637-8; Д-00030479-80
- Вернись (Г. Регистан; Оркестр Г. Гараняна). Д-00030479-80
- Ласковый берег (А. Двоскин — Б. Дубровин). Д 034637-8
- Любимый Киев (А. Двоскин — В. Харитонов). Д 034637-8
- Опоздала любовь (Ф. Лаубе — А. Основиков; Оркестр Г. Гараняна) Д-00030479-80
- Пиччинина // Я жду тебя. 1955. 0025683, 0025686
- Н. Щукин — Вернись // Г. Карась (флейта) — Румба. 1955. 25703-4
- Николай Щукин — Я жду тебя // Эстрадный оркестр п/у В. Людвиковского — В универмаге. 25713-4
- Музыка для танцев № 4. 1956. Д 2994-5
- Песни и танцы А. Бабаджаняна. 1956. Д 003314-5
- Поёт Николай Щукин. 1971. Д-00030479-80
- Поёт Николай Щукин. 1971. ГД-0002541-2
- Поёт Николай Щукин. 1972. Д 00031597-8
- Николай Щукин — Вернись. 1972. 33ИД 32437
- Песни Александра Двоскина. 1973. Д 034637-8
- Вернись!: Популярные песни 50-х годов. 1987. М60 47711 007[5]

## Комментарии
1. ↑  Имя, отчество и фамилия даны в детском доме[1][2].
2. ↑  Песня из репертуара латиноамериканского ансамбля «Трио Лос-Панчос». Другие названия: «История одной любви», «Первая встреча», «Прощай!»[1].